# Alarilla
Alarilla ist ein zentralspanischer Ort und eine Gemeinde (municipio) mit insgesamt nur noch 137 Einwohnern (Stand: 2024) in der Provinz Guadalajara in der Autonomen Region Kastilien-La Mancha. Die Gemeinde gehört zur dünnbesiedelten Region der Serranía Celtibérica.

## Lage und Klima
Der Ort Alarilla liegt auf der nordwestlichen Seite des Iberischen Gebirges in einer Höhe von ca. 950 m. Die nur noch ca. 650 m hoch gelegene spanische Hauptstadt Madrid ist ca. 90 km (Fahrtstrecke) in südwestlicher Richtung entfernt. Das Klima im Winter ist gemäßigt, im Sommer dagegen warm bis heiß; die eher geringen Niederschlagsmengen (ca. 440 mm/Jahr) fallen – mit Ausnahme der nahezu regenlosen Sommermonate – verteilt übers ganze Jahr.

## Bevölkerungsentwicklung
| Jahr      | 1857 | 1900 | 1950 | 2000 | 2019 |
| Einwohner | 437  | 570  | 358  | 136  | 163  |

Aufgrund der Mechanisierung der Landwirtschaft, der Aufgabe bäuerlicher Kleinbetriebe und des daraus resultierenden Verlusts von Arbeitsplätzen ist die Einwohnerzahl der Gemeinde seit dem Ende des 19. Jahrhunderts stark rückläufig (Landflucht).

## Wirtschaft
Auch wegen der Höhenlage des Ortes basierte die Wirtschaft jahrhundertelang im Wesentlichen auf Selbstversorgung; städtische Märkte waren zu weit entfernt. Ackerbau war in der gebirgigen und felsigen Landschaft nur sehr eingeschränkt möglich; man widmete sich deshalb vorrangig der Viehwirtschaft, deren haltbare Produkte (Käse, Fleisch und Wolle) manchmal von fahrenden Händlern aufgekauft wurden.

## Geschichte

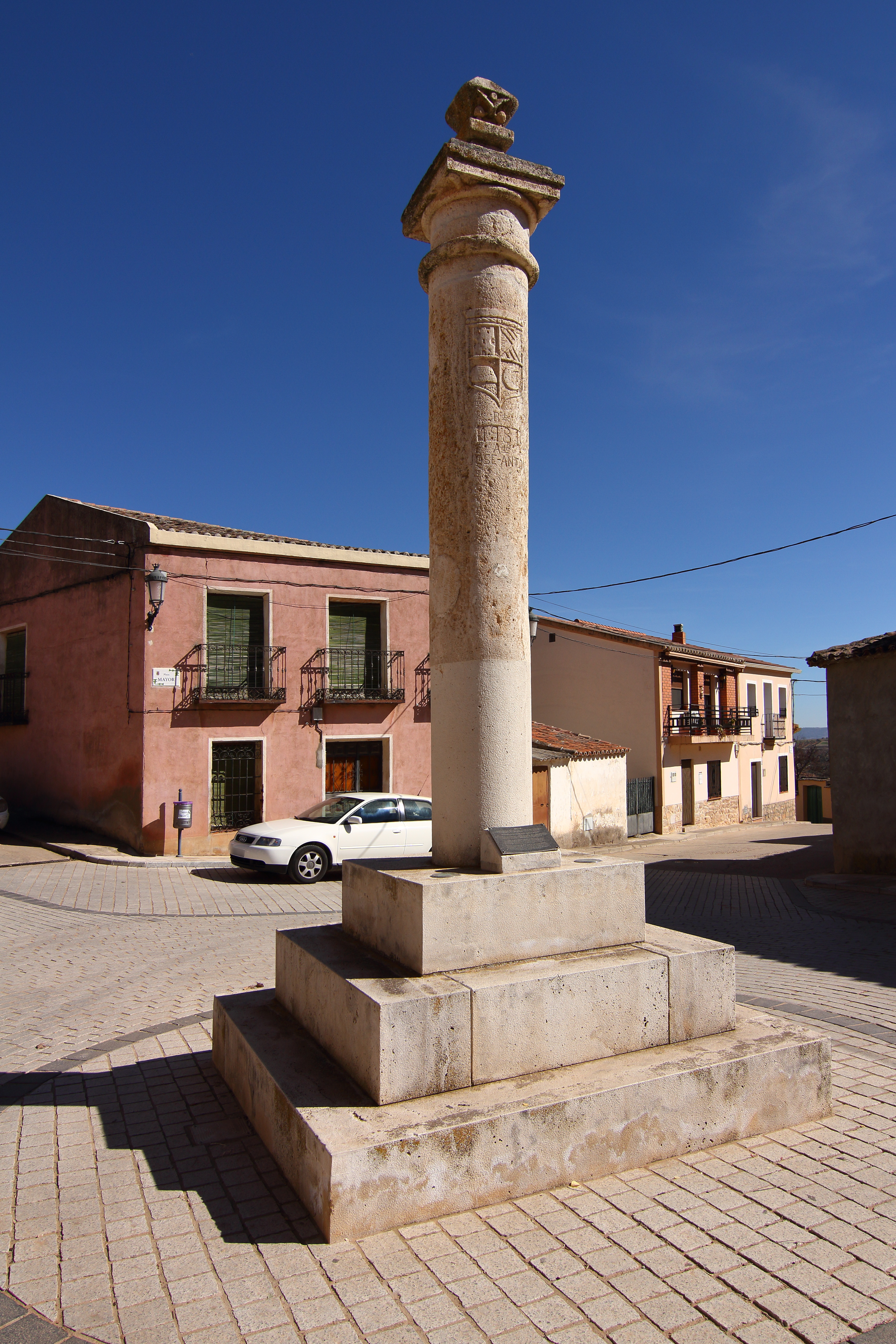
Alarilla – Gerichtssäule

Auf dem Gemeindegebiet wurden bronzezeitliche Siedlungsreste entdeckt. Zur späteren Ortsgeschichte ist nur wenig bekannt, denn der Ort ist in keinem älteren Dokument erwähnt; man muss folglich annehmen, dass die hochgelegene Gegend bis ins frühe Mittelalter hinein nicht besiedelt war, sondern nur als Sommerweide genutzt wurde. Auch die islamisch-maurischen Heere drangen wohl nicht bis in diese abgelegene Bergregion vor. Eine dauerhafte Besiedlung fand erst seit dem hohen Mittelalter statt.

## Sehenswürdigkeiten
- Die auf dem höchsten Punkt des Ortes stehende mittelalterliche Kirche wurde während des Spanischen Bürgerkriegs zerstört, danach aber wieder aufgebaut. Merkwürdig sind die hochgezogenen Nischen zu beiden Seiten des Glockenturms (campanario). Teile des romanischen Stufenportals auf der Südseite sind erhalten. Das Innere der Kirche ist einschiffig.
- Aus dem 16. Jahrhundert stammt die Gerichtssäule (rollo oder picota) als Zeichen örtlicher Gerichtsbarkeit bzw. Selbstverwaltung. Sie wurde Ende des 20. Jahrhunderts restauriert bzw. rekonstruiert und erhebt sich auf einem dreifach abgestuften modernen Sockel; der Säulenschaft ist im oberen Teil mit dem Ortswappen verziert, das aber erst im Zuge der Restaurierung angebracht wurde.